# Kleingebiet Tapolca
Das Kleingebiet Tapolca (ungarisch Tapolcai kistérség) war bis Ende 2012 eine ungarische Verwaltungseinheit (LAU 1) innerhalb des Komitat Veszprém in Mitteltransdanubien. Mit der Verwaltungsreform Anfang 2013 ging das Kleingebiet unverändert in den Kreis Tapolca (ungarisch Tapolcai járás) über.
Im Kleingebiet lebten Ende 2012 auf einer Fläche von 540,30 km² 34.689 Einwohner. Das Kleingebiet lag mit einer Bevölkerungsdichte von 64 Einwohnern/km² unter der des Komitats (78 Einwohner/km²).
Der Verwaltungssitz befand sich in der größten Stadt Tapolca.

## Städte (város)
- Badacsonytomaj (2.178 Ew.)
- Tapolca (15.966 Ew.)

## Gemeinden (község)
Nachfolgende Gemeinden gehörten zum Kleingebiet Tapolca. Révfülöp zählte als Großgemeinde (nagyközség) (1.187 Ew.)
| Ábrahámhegy    | Badacsonytördemic | Balatonederics | Balatonhenye  | Balatonrendes |
| Gyulakeszi     | Hegyesd           | Hegymagas      | Kapolcs       | Káptalantóti  |
| Kékkút         | Kisapáti          | Kővágóörs      | Köveskál      | Lesencefalu   |
| Lesenceistvánd | Lesencetomaj      | Mindszentkálla | Monostorapáti | Nemesgulács   |
| Nemesvita      | Raposka           | Révfülöp       | Salföld       | Sáska         |
| Szentbékkálla  | Szigliget         | Taliándörögd   | Uzsa          | Vigántpetend  |
| Zalahaláp      |                   |                |               |               |